# Anneliese Budach
Anneliese Budach (* 18. Juni 1922 in Boyen; † 11. September 1980) war eine deutsche Bibliothekarin.

## Leben
Budach studierte Geschichte, Germanistik und Anglistik und schloss ihr Staatsexamen 1944 ab. Nach dem Krieg absolvierte sie von 1949 bis 1951 das Bibliotheksreferendariat an der Öffentlichen Wissenschaftlichen Bibliothek in Ost-Berlin. Ab 1951 war sie Wissenschaftliche Bibliothekarin, ab 1956 Abteilungsdirektorin als Leiterin der Auskunftsabteilung. Im Jahr 1957 verließ sie die Deutsche Demokratische Republik und siedelte in die Bundesrepublik Deutschland über.
Budach ging als wissenschaftliche Angestellte an die Deutsche Bibliothek in Frankfurt am Main, wo sie zunächst in der Abteilung Amtsdruckschriften arbeitete und anschließend die Abteilung Allgemein- und Spezialbibliographien leitete. Ihr Hauptanliegen war die alphabetische Katalogisierung, in diesem Bereich arbeitete sie auch in überregionalen Gremien federführend mit und war maßgeblich an der Erarbeitung der Regeln für die alphabetische Katalogisierung beteiligt. 1969 wurde sie Bibliotheksdirektorin.

## Schriften
- zusammen mit Lore Ullmann: Sigel-Liste der Bibliotheken der Deutschen Demokratischen Republik und des Demokratischen Sektors von Groß-Berlin, Berlin: Deutsche Staatsbibliothek 1955.
- Amtliche Druckschriften. In: Bibliographie und Buchhandel. Festschrift zur Einweihung des Neubaus der Deutschen Bibliothek, Frankfurt am Main, Frankfurt am Main 1959, S. 78–85.
- Der 50. Deutsche Bibliothekartag in Trier. In: Zeitschrift für Bibliothekswesen und Bibliographie, Jg. 7, 1960, S. 271–285.
- Die neuen Regeln für die alphabetische Katalogisierung. In: Zeitschrift für Bibliothekswesen und Bibliographie, Jg. 16, 1969, S. 375–380.
- Internationale Standard-Buchnummer (ISBN) : Leitfaden, Frankfurt am Main: Buchhändler-Vereinigung, 1970, ISBN 3-7657-0360-5.
- Internationale Vereinheitlichung der formalen Titelbeschreibung (standard bibliographic description). In: Zeitschrift für Bibliothekswesen und Bibliographie, Jg. 17,1970, S. 283–288.
- Regeln für die alphabetische Katalogisierung der Deutschen Bibliothek, Frankfurt / M., Stand: 1. März 1972, Frankfurt / M. 1972.
- Bericht der Sektion für Katalogisierung auf der IFLA-Tagung 1979. In: Zeitschrift für Bibliothekswesen und Bibliographie, Jg. 27, 1980, S. 259–262.